# Maryville (Missouri)
Pour les articles homonymes, voir Maryville.
Maryville est une ville du Missouri, dans le comté de Nodaway. En 2012, sa population s’élevait à 12 015 habitants.

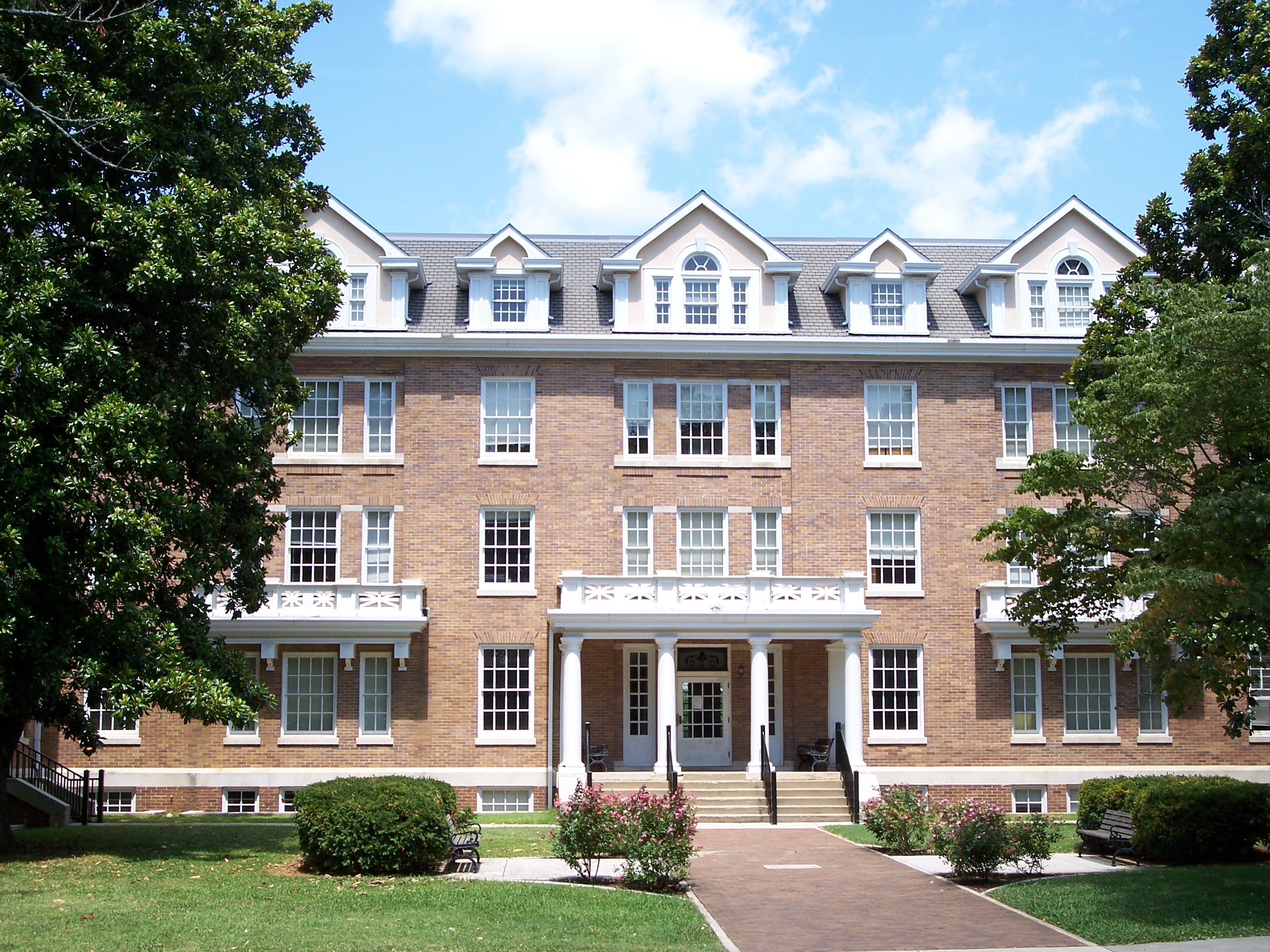
Collège de Maryville
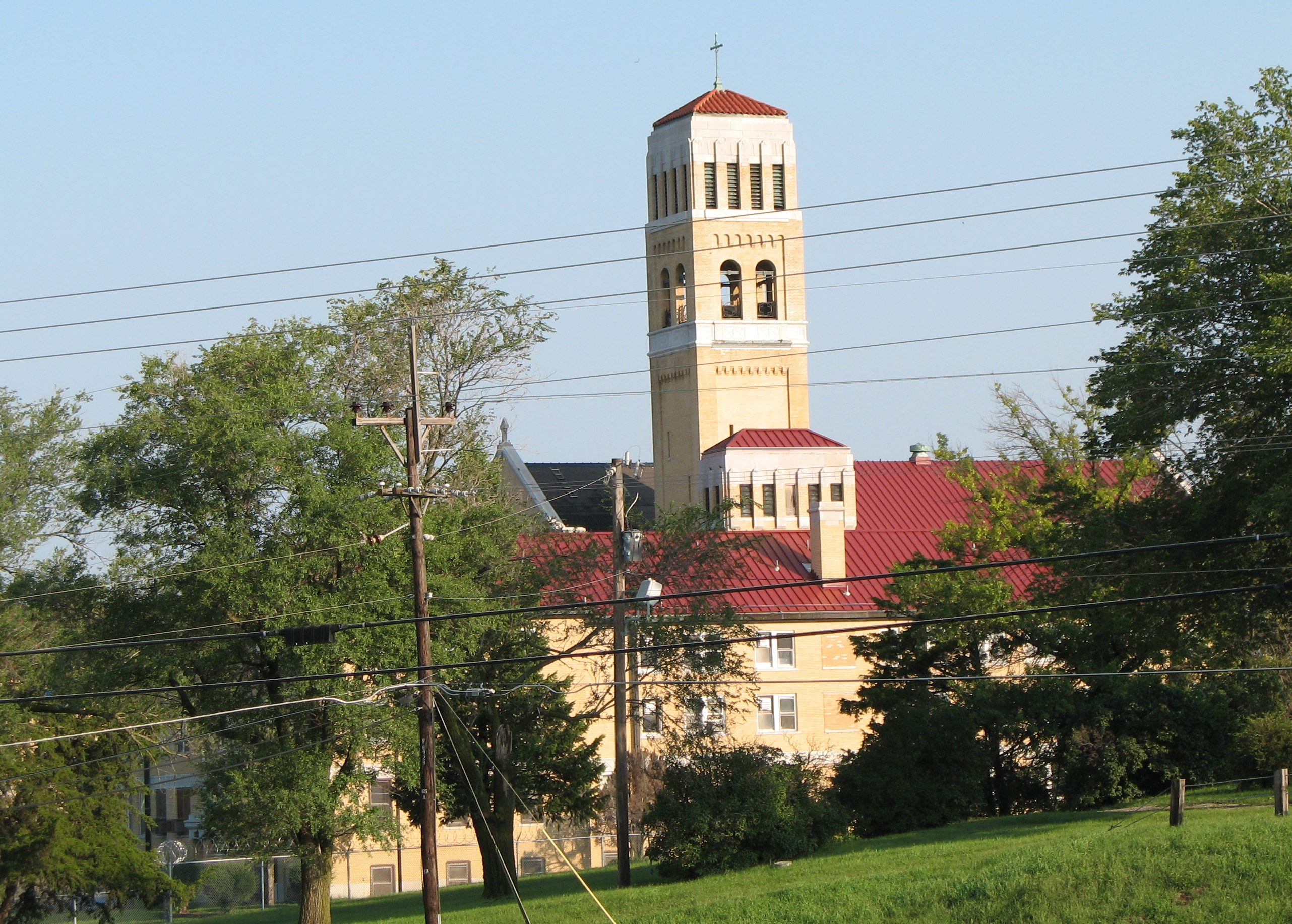